# Gabara apicalis
Gabara apicalis là một loài bướm đêm trong họ Erebidae.